# Kucharzowice

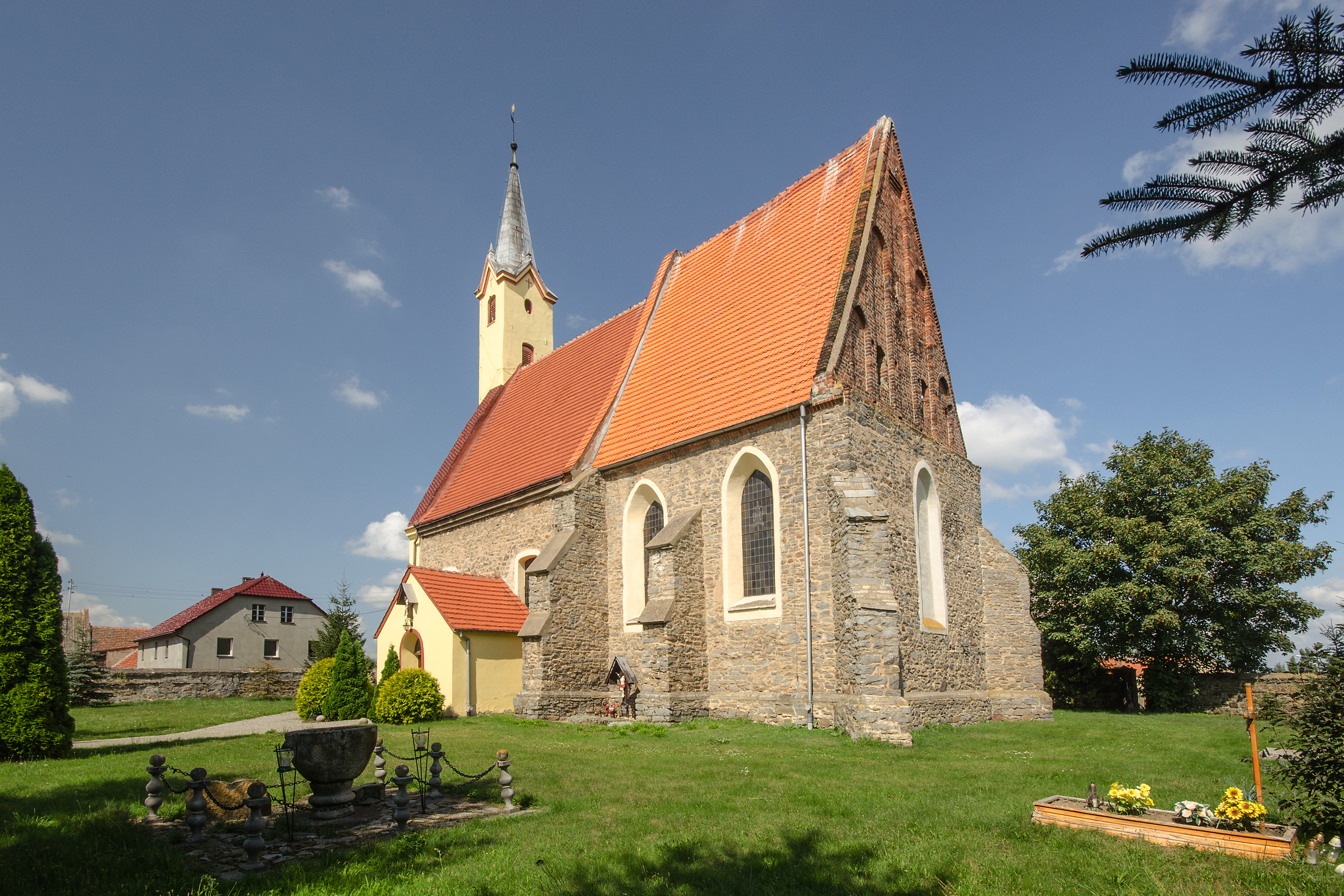
Kościół św. Andrzeja Apostoła

Kucharzowice (do 1945 r. niem. Köchendorf) – wieś w Polsce położona w województwie dolnośląskim, w powiecie strzelińskim, w gminie Wiązów.

## Podział administracyjny
W latach 1975–1998 miejscowość administracyjnie należała do województwa wrocławskiego.

## Zabytki
Do wojewódzkiego rejestru zabytków wpisany jest:
- kościół parafialny pw. św. Andrzeja Apostoła, gotycki z XV w., przebudowany w 1803 r.